# 中国无忧花
中国无忧花（学名：Saraca dives）又名火焰花，是豆科无忧花属的植物。分布于老挝、越南以及中国大陆的广州、云南、广西等地，生长于海拔200米至1,000米的地区，多生在密林及疏林中。
在热带与南亚热带地区的寺庙中常种植中国无忧花以表达无忧之意。

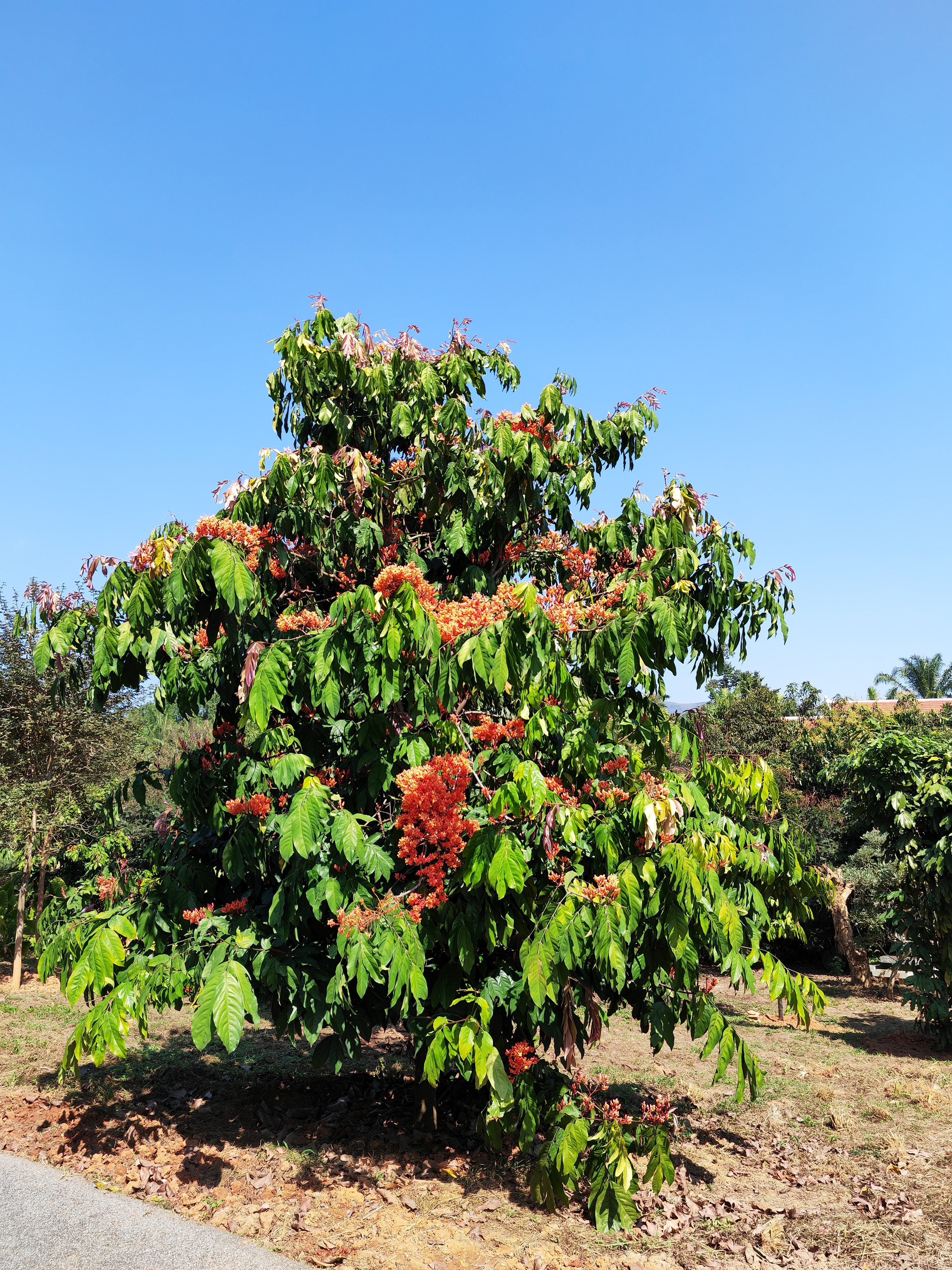
西双版纳热带花卉园的无忧花

## 外部連結
- 中國無憂花 Zhongguowuyouhua（页面存档备份，存于） 藥用植物圖像資料庫 (香港浸會大學中醫藥學院) （繁體中文）（英文）